# Blau-Esche
Die Blau-Esche (Fraxinus quadrangulata) ist eine Laubbaumart aus der Gattung der Eschen in der Familie der Ölbaumgewächse. Ihr natürliches Verbreitungsgebiet liegt im Osten von Nordamerika.

## Beschreibung

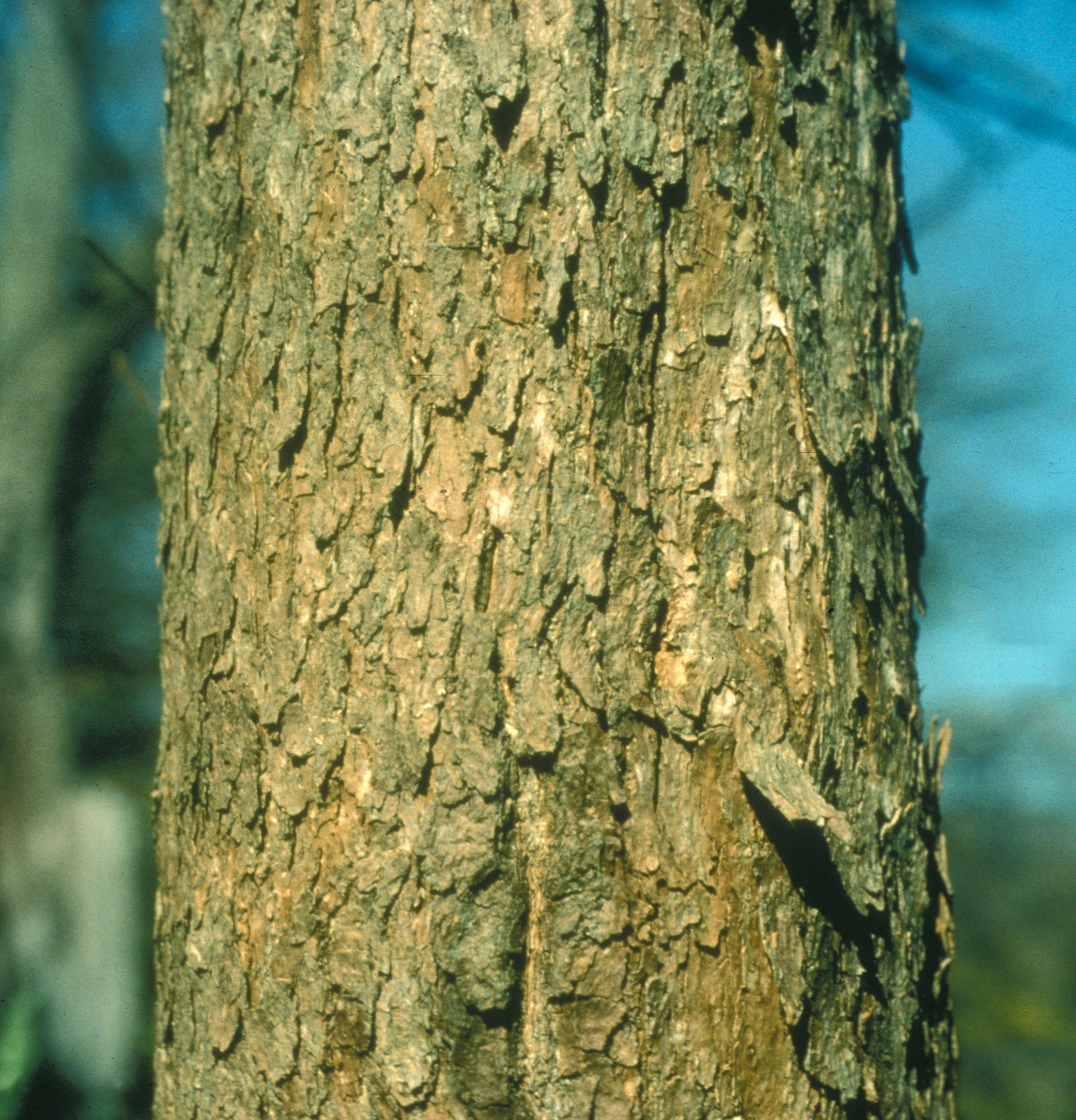
Raue Borke der Blau-Esche

Die Blau-Esche ist ein laubabwerfender, bis über 25 Meter hoher Laubbaum mit rundlicher Krone. Der Stammdurchmesser erreicht über 90 Zentimeter, selten bis über 1,7 Meter. Die gelbbraunen Zweige sind vierkantig, oft geflügelt und kahl. Die Endknospen sind grau und breit kegelförmig. 
Die gegenständigen und gestielten Laubblätter sind 20 bis 35 Zentimeter lang, unpaarig gefiedert und bestehen aus 7 bis 11 kurz gestielten Blättchen. Die Blättchen sind 6 bis 11 Zentimeter lang, eiförmig bis elliptisch, zugespitzt mit spitzer Basis. Der Blattrand ist gesägt. Die Blattoberseite ist kahl, die Unterseite längs der Mittelrippe behaart. 
Die Blüten sind zwittrig und stehen in seitenständigen Rispen. Kronblätter fehlen. Die Blüten erscheinen schon vor den Blättern von April bis Mai. 
Als Früchte werden 2,5 bis 5 Zentimeter lange, flache, einseitig geflügelte Nussfrüchte gebildet, deren Flügelsaum bis zur Basis herabläuft.
Die Chromosomenzahl beträgt 2n = 46.

## Verbreitung und Ökologie

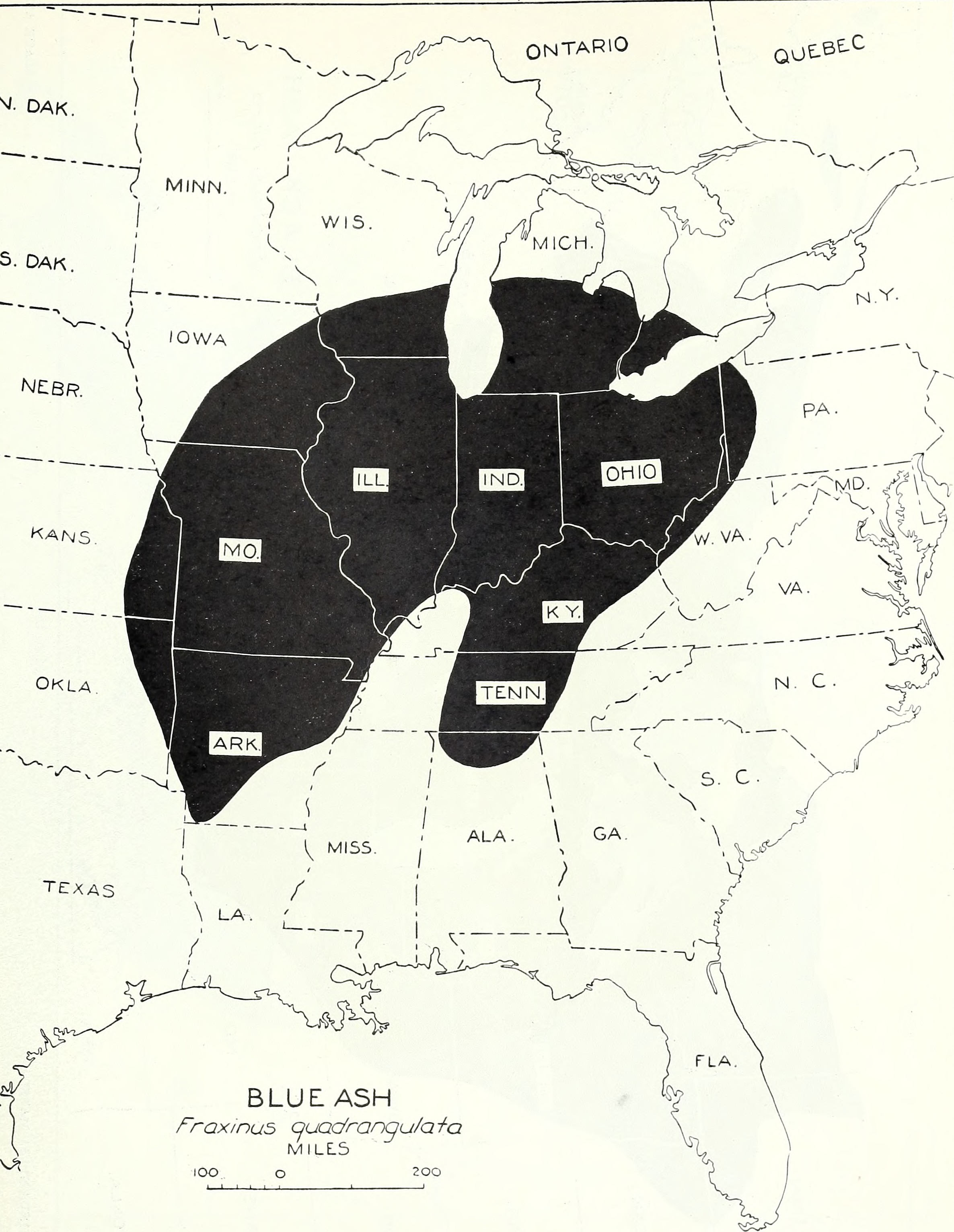
Natürliches Verbreitungsgebiet

Das Verbreitungsgebiet der Blau-Esche erstreckt sich von Arkansas über Missouri, Iowa, Illinois, Wisconsin, Michigan, Indiana, Ohio, Kentucky und Tennessee. Dort gedeiht sie als Auen- und Ufergehölz oder in Trockenwäldern auf mäßig trockenen bis frischen, schwach sauren bis stark alkalischen, sandigen, kiesigen oder lehmigen, nährstoffreichen Böden an sonnigen Standorten. Sie ist hitzeverträglich aber nur mäßig frosthart.

## Systematik
Die Blau-Esche (Fraxinus quadrangulata) ist eine Art aus der Gattung der Eschen (Fraxinus) aus der Familie der Ölbaumgewächse (Oleaceae). Sie wird der Sektion  Dipetalae zugeordnet.